# Coupe de France de football 1997-1998
 (juillet 2018).
Navigation
Coupe de France 1996-1997 Coupe de France 1998-1999
La Coupe de France 1997-1998 est la 81e édition, qui a vu le Paris Saint-Germain FC l'emporter sur le RC Lens en finale, le 2 mai 1998 dans le tout nouveau Stade de France. C'est la cinquième Coupe de France remportée par les Parisiens.

## Trente-deuxièmes de finale[2]
Les matchs des trente-deuxièmes de finale se sont joués les 16, 17, 18 et 28 janvier 1998. Les 18 clubs de 1re division firent leur entrée en lice.
| Équipe 1                  | Score | Équipe 2                         |        |
| RC Lens (D1)              | 2 - 1 | Le Havre AC (D1)                 |        |
| Stade rennais (D1)        | 1 - 0 | LB Châteauroux (D1)              |        |
| SM Caen (D2)              | 1 - 0 | Toulouse FC (D1)                 |        |
| SC Bastia (D1)            | 1 - 0 | Chamois niortais FC (D2)         |        |
| AS Cannes (D1)            | 2 - 0 | ASOA Valence (D2)                |        |
| Le Mans UC (D2)           | 1 - 1 | FC Metz (D1)                     | 2-4 ** |
| FC Saint-Leu (Nat.)       | 0 - 2 | Olympique lyonnais (D1)          |        |
| SAS Épinal (Nat.)         | 2 - 1 | RC Strasbourg (D1)               |        |
| Thouars Foot 79 (Nat.)    | 1 - 3 | Paris SG (D1)                    |        |
| FC Sète (CFA)             | 0 - 3 | Olympique de Marseille (D1)      |        |
| Dijon FCO (CFA)           | 1 - 2 | AS Monaco (D1)                   | *      |
| CM Aubervilliers (CFA)    | 1 - 7 | Girondins de Bordeaux (D1)       |        |
| ES Segré (CFA)            | 1 - 2 | AJ Auxerre (D1)                  |        |
| Thionville FC (CFA2)      | 1 - 5 | EA Guingamp (D1)                 |        |
| Brétignolles-sur-Mer (DH) | 0 - 3 | FC Nantes (D1)                   |        |
| Sporting Toulon Var (D2)  | 4 - 2 | OGC Nice (D2)                    | *      |
| CS Sedan-Ardennes (Nat.)  | 3 - 1 | CS Louhans-Cuiseaux (D2)         | *      |
| Stade lavallois (D2)      | 1 - 3 | AS Angoulême-Charente 92 (Nat.)  |        |
| FC Rouen (CFA)            | 0 - 1 | AS Nancy-Lorraine (D2)           |        |
| SO Châtellerault (CFA)    | 1 - 2 | FC Sochaux (D2)                  |        |
| USJA Carquefou (CFA2)     | 0 - 2 | ES Wasquehal (D2)                |        |
| Champagnole (DH)          | 0 - 2 | FC Mulhouse (D2)                 |        |
| St-Jean-de-la-Ruelle (DH) | 2 - 3 | AS Beauvais (D2)                 |        |
| La Vitréenne FC (Ligue)   | 0 - 4 | FC Lorient (D2)                  |        |
| ES Grau-du-Roi (DH)       | 0 - 0 | FC Istres (Nat.)                 | 3-5 ** |
| FC Bourg-Péronnas (CFA)   | 4 - 2 | FC Villefranche Beaujolais (CFA) |        |
| US Boulogne (CFA)         | 2 - 0 | FC Saint-Lô Manche (CFA)         |        |
| Pau FC (CFA)              | 0 - 0 | Vendée Fontenay Foot (CFA)       | 4-2 ** |
| AS Muret (CFA)            | 1 - 1 | Trélissac FC (CFA)               | 4-5 ** |
| Olympique d'Alès (CFA)    | 3 - 0 | Aurillac FCA (CFA)               |        |
| US Vermelles (Ligue)      | 0 - 2 | UFC Argentan (CFA2)              |        |
| Montpellier HSC (D1)      | 3 - 0 | Stade de Reims (CFA2)            |        |

 *  - après prolongation

 **  - aux tirs au but

## Seizièmes de finale
Les matchs des seizièmes de finale se sont joués les 7 et 8 février 1998. 
| Équipe 1                        | Score      | Équipe 2                    |        |
| AS Monaco (D1)                  | 1 - 0      | Girondins de Bordeaux (D1)  |        |
| FC Metz (D1)                    | 1 - 0      | SC Bastia (D1)              |        |
| FC Mulhouse (D2)                | 2 - 1 a.p. | AJ Auxerre (D1)             |        |
| ES Wasquehal (D2)               | 1 - 2      | EA Guingamp (D1)            |        |
| AS Cannes (D1)                  | 3 - 1 a.p. | AS Beauvais (D2)            |        |
| SM Caen (D2)                    | 1 - 0      | FC Nantes (D1)              |        |
| FC Lorient (D2)                 | 0 - 1      | Paris SG (D1)               |        |
| SAS Épinal (Nat.)               | 0 - 2 a.p. | RC Lens (D1)                |        |
| AS Angoulême-Charente 92 (Nat.) | 0 - 2      | Olympique lyonnais (D1)     |        |
| FC Istres (Nat.)                | 1 - 0      | Stade rennais (D1)          |        |
| US Boulogne (CFA)               | 0 - 1      | Olympique de Marseille (D1) |        |
| FC Bourg-Péronnas (CFA)         | 3 - 2      | Montpellier HSC (D1)        |        |
| Sporting Toulon Var (D2)        | 2 - 0      | AS Nancy-Lorraine (D2)      |        |
| Trélissac FC (CFA)              | 1 - 2      | FC Sochaux (D2)             |        |
| UFC Argentan (CFA2)             | 0 - 0 a.p. | CS Sedan-Ardennes (Nat.)    | 8-7 ** |
| Pau FC (CFA)                    | 2 - 2 a.p. | Olympique d'Alès (CFA)      | 5-4 ** |

 **  - aux tirs au but

## Huitièmes de finale
Les matchs des huitièmes de finale se sont joués les 27 et 28 février 1998.
| Équipe 1                | Score      | Équipe 2                    |        |
| AS Monaco (D1)          | 2 - 0 a.p. | Olympique de Marseille (D1) |        |
| AS Cannes (D1)          | 0 - 2 a.p. | FC Mulhouse (D2)            |        |
| EA Guingamp (D1)        | 1 - 1 a.p. | Sporting Toulon Var (D2)    | 5-4 ** |
| FC Istres (Nat.)        | 0 - 1 a.p. | Olympique lyonnais (D1)     |        |
| Pau FC (CFA)            | 0 - 1 a.p. | Paris SG (D1)               |        |
| FC Bourg-Péronnas (CFA) | 2 - 0      | FC Metz (D1)                |        |
| UFC Argentan (CFA2)     | 1 - 3      | RC Lens (D1)                |        |
| FC Sochaux (D2)         | 2 - 2 a.p. | SM Caen (D2)                | 5-6 ** |

 **  - aux tirs au but

## Quarts de finale
Les matchs des quarts de finale se sont joués les 20, 21 et 22 mars 1998.
| Équipe 1                | Score | Équipe 2                |  |
| EA Guingamp (D1)        | 1 - 0 | FC Mulhouse (D2)        |  |
| Paris SG (D1)           | 1 - 0 | AS Monaco (D1)          |  |
| SM Caen (D2)            | 1 - 2 | RC Lens (D1)            |  |
| FC Bourg-Péronnas (CFA) | 0 - 1 | Olympique lyonnais (D1) |  |

## Demi-finales
Les matchs de demi-finale se sont joués les 11 et 12 avril 1998.
| Équipe 1      | Score | Équipe 2                |  |
| RC Lens (D1)  | 2 - 0 | Olympique lyonnais (D1) |  |
| Paris SG (D1) | 1 - 0 | EA Guingamp (D1)        |  |

## Finale
La finale s'est tenue au Stade de France à Saint-Denis, le 2 mai 1998.
Le PSG l'a emporté face au futur champion de France, le Racing Club de Lens, 2 buts à 1.
| Équipes        | Paris SG - RC Lens |
| Score          | 2-1 |
| Date           | 2 mai 1998 |
| Stade          | Stade de France, Saint-Denis 78 265 spectateurs |
| Arbitre        | Gilles Veissière |
| Buts           | 24e Raí 1-0, 53e Marco Simone 2-0, 83e Vladimír Šmicer 2-1 |
| Tirs au but    | - |
| Paris SG       | Vincent Fernandez - Didier Domi, Alain Roche, Éric Rabésandratana, Paul Le Guen, Jimmy Algerino - Pierre Ducrocq, Franck Gava, Raí - Marco Simone, Florian Maurice (Laurent Fournier 87e) Entraîneur : Ricardo                                              |
| RC Lens        | Guillaume Warmuz - Frédéric Déhu, Jean-Guy Wallemme , Cyrille Magnier, Éric Sikora - Marc-Vivien Foé, Mickaël Debève (Philippe Brunel 68e), Stéphane Ziani - Vladimír Šmicer, Anto Drobnjak (Wagneau Eloi 60e), Tony Vairelles Entraîneur : Daniel Leclercq |
| Avertissements | Domi 30e, Ducrocq 48e, Déhu 56e |
| Expulsions     | - |